# 매사촌
매사촌(학명: Hierococcyx hyperythrus)은 두견과 매사촌속에 속하는 새의 일종이다.